# Manila-Teppichmuschel
Die Manila-Teppichmuschel (Ruditapes philippinarum, Syn.: Venerupis philippinarum) ist eine Muschelart aus der Familie der Venusmuscheln (Veneridae) in der Ordnung der Venerida.

## Merkmale
Die Schalen von Ruditapes philippinarum sind länglich, oval und mit strahlenförmig angeordneten Rippen versehen. Sie sind üblicherweise 40 bis 57 Millimeter breit, mit einer maximalen Breite von 79 Millimetern. Die Schlossleisten sind stärker gewinkelt als bei anderen Teppichmuschel-Arten. Die sehr kurze, breite Mantelbucht reicht nicht über die Hälfte der Schalenlänge hinaus. Die Schalen sind sehr variabel mit Tupfen, Flecken oder Zickzack-Mustern gemustert und meist schwarz-braun gezeichnet.

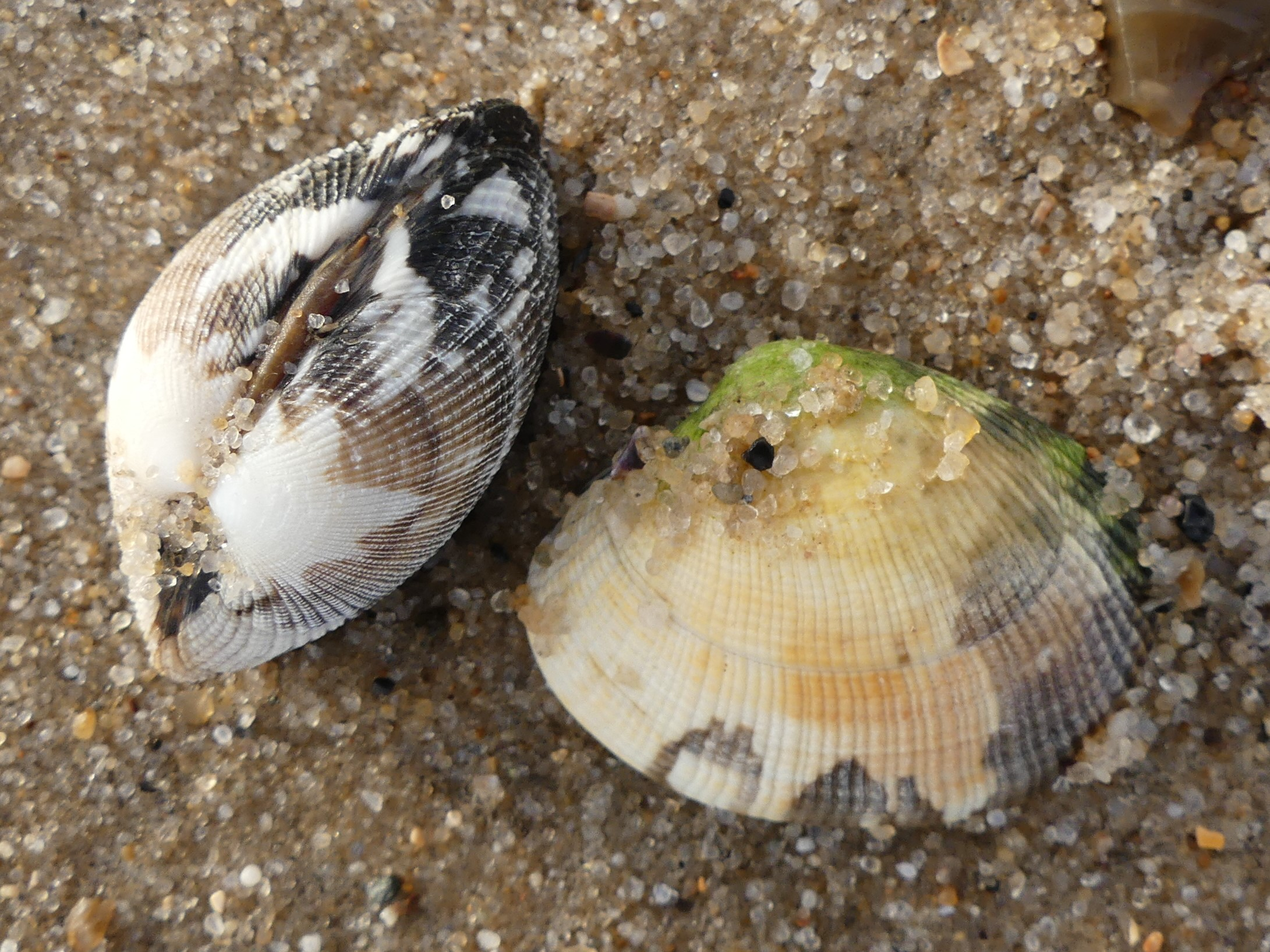
Manila-Teppichmuschel – beim linken Exemplar sieht man das Schlossband

## Verbreitung
Die Manila-Teppichmuschel ist natürlicherweise an den Küsten des Indischen Ozeans, der Philippinen und des Pazifischen Ozeans von Pakistan und Indien bis nach China, Japan, Korea und zu den Kurilen-Inseln beheimatet. Mittlerweile ist sie weit über ihr Ursprungsgebiet hinaus verbreitet und wurde sowohl versehentlich als auch absichtlich als kommerziell genutzte essbare Muschel eingeführt. Heute ist sie in vielen Teilen der Welt in Küstenökosystemen fest etabliert. Um 2012 herum hat sich die Art auch im deutschen Wattenmeer angesiedelt. Seitdem werden ihre Schalen mit zunehmender Häufigkeit an den Küsten angespült.

## Lebensraum
Die Manila-Teppichmuschel ist am häufigsten in subtropischen und kühleren gemäßigten Zonen anzutreffen. Sie kommt in flachen Gewässern in Substraten aus grobem Sand, Schlamm und Kies vor. Sie lebt in der Litoral- und Sublitoralzone im Substrat. Dabei gräbt sie sich nicht tiefer als etwa zehn Zentimeter in den Boden ein. Manchmal lebt sie auch in Seegraswiesen. Sie besiedelt viele verschiedene Lebensräume und ist in der Gezeitenzone, in Brackwasser, in Flussmündungen und unter Eis zu finden. Sie kann in einem weiten Salinitäts- und Temperaturbereich überleben, ist aber für die Fortpflanzung auf einen engeren Salinitäts- und Temperaturbereich angewiesen.

## Biologie und Ökologie
Die Manila-Teppichmuschel wird in wärmeren Regionen wie beispielsweise Hawaii bereits in ihrem ersten Lebensjahr geschlechtsreif, wenn sie eine Schalenlänge von ungefähr 15 Millimeter erreicht hat. In kälteren Regionen pflanzt sie sich erst fort, wenn sie älter und größer geworden ist. Die Fruchtbarkeit der Art nimmt mit wachsender Größe zu. Ein 40 Millimeter großes Weibchen kann bis zu 2,4 Millionen Eier produzieren.

## Nutzung
Die Kultur von Manila-Teppichmuscheln machte 2014 25 Prozent der weltweiten Weichtierproduktion aus. Die Art gilt als nachhaltiges Aquakulturprodukt. Die Muscheln werden lebend oder gefroren verkauft. Die Muschel wird in Asien häufig gegessen. Vor allem auf den Philippinen, in Korea und Japan ist sie als Bestandteil von Suppen und Nudelgerichten verbreitet. Auf Vancouver Island im Huu-ay-aht-Gebiet passen die dort lebenden Ureinwohner traditionelle Muschelzuchttechniken an die moderne Nutzung an, indem sie an den Stellen, an denen die Gezeiten ein- und auslaufen, höhere Mauern errichten, um die dort als Neozoen vorkommenden Manila-Teppichmuscheln in Muschelgärten zu züchten. Die invasive Art tauchte zu Beginn des 20. Jahrhunderts erstmals an der Westküste auf und wird dort inzwischen kommerziell gezüchtet.

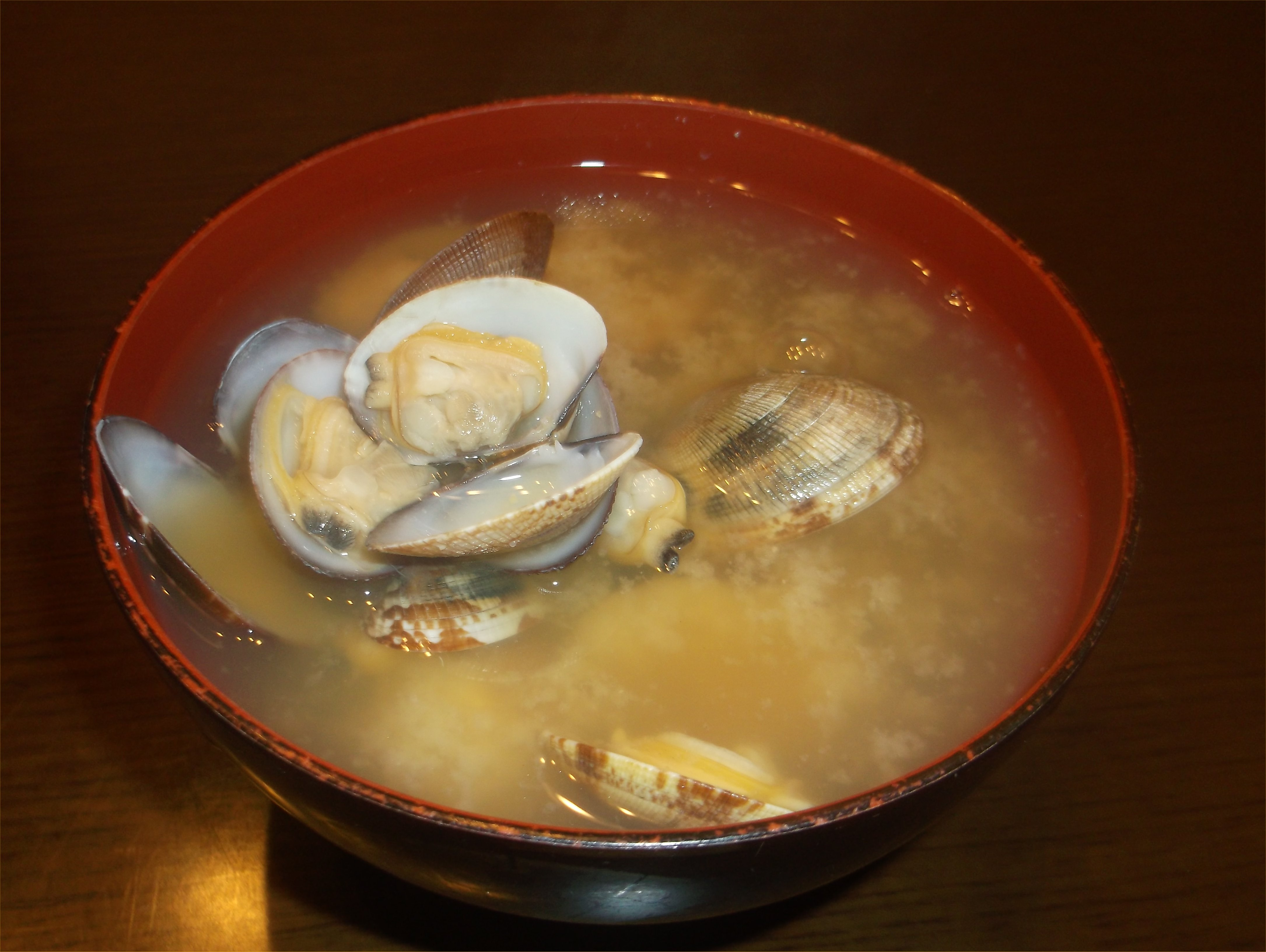
Japanische Miso-Suppe mit Manila-Teppichmuscheln
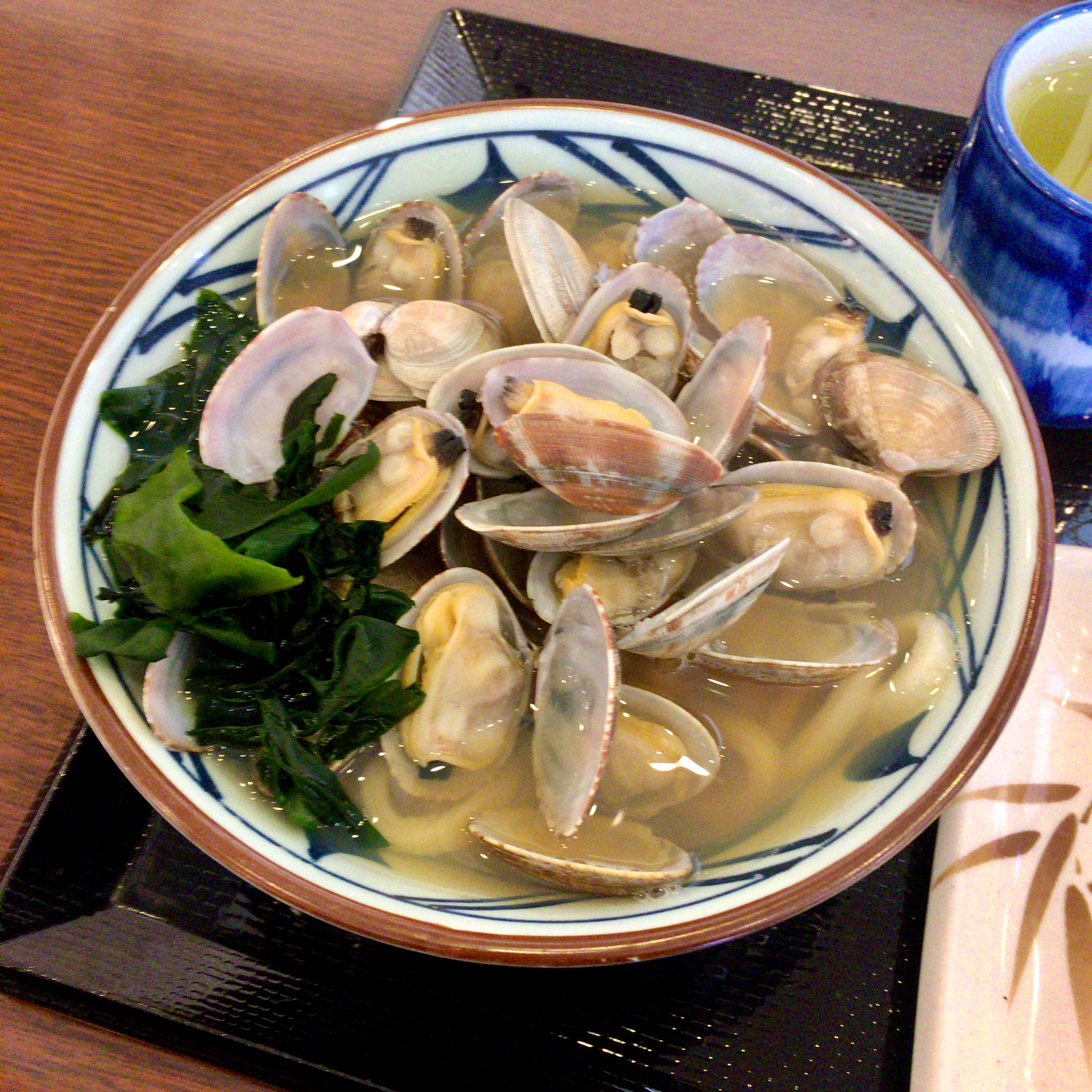
Japanische Udon-Nudeln mit Manila-Teppichmuscheln
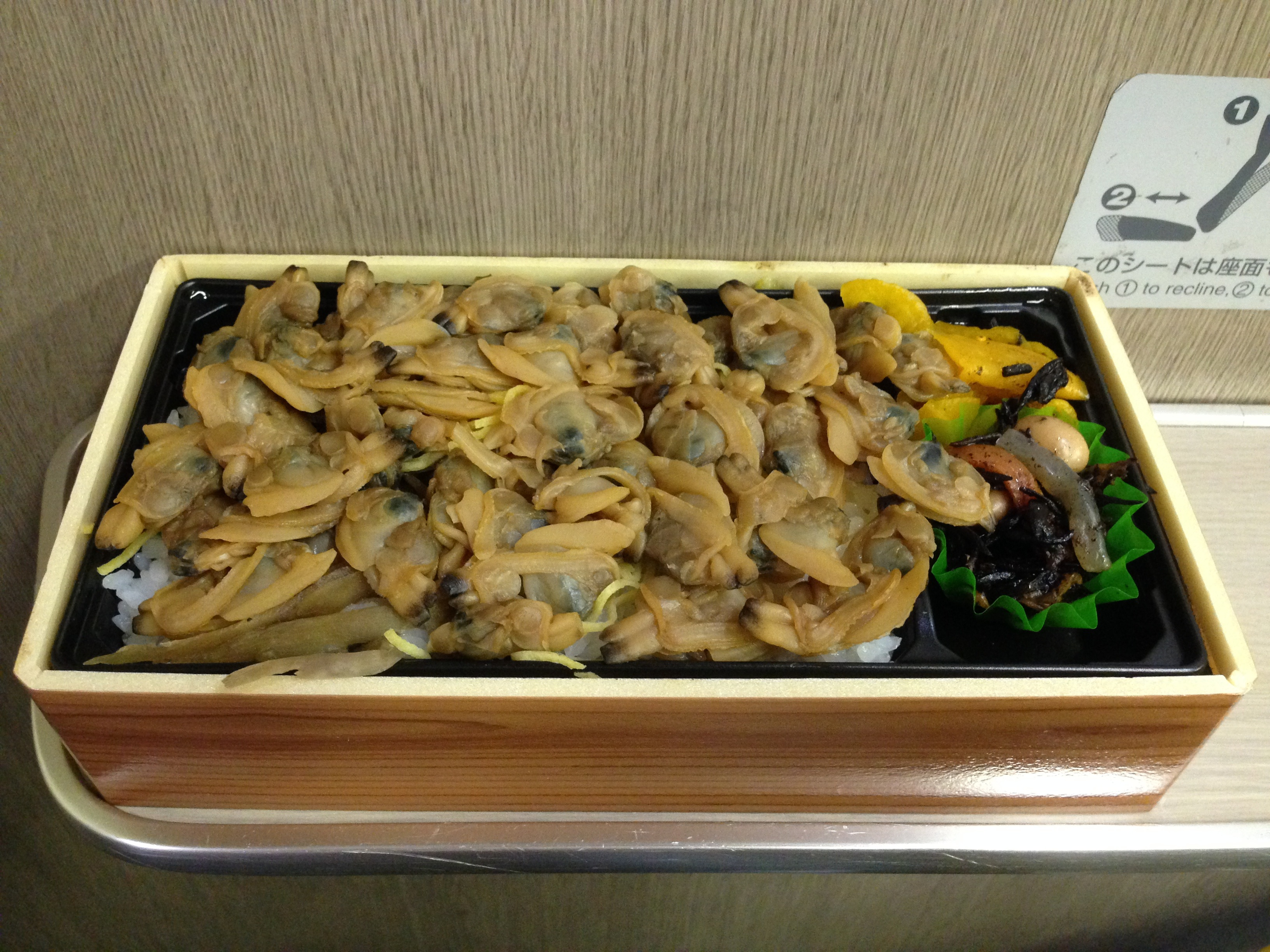
Japanisches Ekiben mit Manila-Teppichmuscheln